# 15 Водолея
15 Водолея (лат. 15 Aquarii, HD 202753) — одиночная звезда в созвездии Водолея на расстоянии приблизительно 715 световых лет (около 219 парсеков) от Солнца. Видимая звёздная величина звезды — +5,812m. Возраст звезды оценивается как около 65,2 млн лет.

## Характеристики
15 Водолея — бело-голубой гигант или яркий гигант спектрального класса B7II/III или B7III. Масса — около 5,7 солнечных, радиус — около 3,4 солнечных, светимость — около 821,67 солнечных. Эффективная температура — около 14318 К.